# Limbi Q-celtice
Limbile Q-celtice sunt cele, în care sunetul proto-celtic *kʷ nu s-a schimbat sau numai și-a pierdut caracterul labial. Împărțirea limbilor celtice în P și Q a fost prima propusă de lingviști și apoi, prin inventarea celui de-al doilea sistem de clasificare, în limbi continentale și insulare, a devenit subiect de cercetare mai profundă având în vedere faptul că schimbare menționată a putut să se întâmple independent în fiecare limbă de tip P.

## Clasificare
- limbi Q-celtice
  - limbi goidelice
    - limba irlandeză veche
      - limba irlandeză
      - limba manx
      - limba scoțiană

  - limbi hispano-celtice
    - limba celtiberică
    - limba galaică
    - limba lusitană (clasificare incertă)
    - limba tartesică